# Arizelocichla nigriceps
Arizelocichla nigriceps là một loài chim trong họ Pycnonotidae.